# Havdhems socken
Havdhems socken ingick i Gotlands södra härad, ingår sedan 1971 i Gotlands kommun och motsvarar från 2016 Havdhems distrikt.
Socknens areal är 35,57 kvadratkilometern varav 35,55 land. År 2020 fanns här 427 invånare. Tätorten och kyrkbyn Havdhem med sockenkyrkan Havdhems kyrka ligger i socknen. 

## Administrativ historik
Havdhems socken har medeltida ursprung. Socknen tillhörde Grötlinge ting som i sin tur ingick i Hoburgs setting i Sudertredingen.
Vid kommunreformen 1862 övergick socknens ansvar för de kyrkliga frågorna till Havdhems församling och för de borgerliga frågorna bildades Havdhems landskommun. Landskommunen utökades 1952 och ingår sedan 1971 i Gotlands kommun. Församlingen utökades 2010.
1 januari 2016 inrättades distriktet Havdhem, med samma omfattning som församlingen hade 1999/2000. 
Socknen har tillhört samma fögderier och domsagor som Gotlands södra härad. De indelta båtsmännen tillhörde Gotlands andra båtsmanskompani.

## Geografi
Havdhems socken ligger i sydvästra Gotlands inland. Socknen är till största delen uppodlad slättbygd.
Vid fiskeläget Marbodar och badplatsen vid Nisseviken har vuxit fram en fritidsbebyggelse med drygt hundra sommarstugor. Stugområdet ligger dock till större delen i Näs socken.
Lagerlingen är ett litet skogsområde där ett interneringsläger låg under andra världskriget. År 1945 var tyska och baltiska soldater förlagda här. Där finns bl.a. en friluftsscen, en minnesplats och en minnessten.

### Gårdsnamn
Allmungs Lilla, Allmungs Stora, Anningåkre, Antarve, Bols, Burge, Gimbrings, Hajslunds Lilla, Hajslunds Stora, Havor, Hemöstris, Kulle, Kvinnegårde, Kälder, Libbenarve Lilla, Libbenarve Stora, Lingvide, Livsungs, Nickarve, Prästgården, Rangvalds, Rommunds, Rosarve Lilla, Rosarve Stora, Sigers, Sigters, Snauvalds, Snevide, Spenarve, Uddvide.

### Ortnamn
Solstäder.

## Fornlämningar
Från stenåldern finns lösfynd och minst en boplats och från bronsåldern några gravrösen. Från järnåldern finns sju gravfält , husgrunder, stensträngar, flera sliprännestenar och två fornborgar. Fyra runristningar, tre vikingatida silverskatter, lösfynd av romerska mynt, en guldbrakteater och smycken har påträffats.

## Namnet
Namnet (1300-talet Haffthem) har efterleden hem, 'boplats; gård'. Förleden kan innehålla havde, 'upphöjd gräskant mellan slagen vid slåtter' som i detta fall kan avse långsmala förhöjningar i terrängen.

## Befolkningsutveckling
| Befolkningsutvecklingen i Havdhems socken 1750–2020 | Befolkningsutvecklingen i Havdhems socken 1750–2020 | Befolkningsutvecklingen i Havdhems socken 1750–2020 | Befolkningsutvecklingen i Havdhems socken 1750–2020 | Befolkningsutvecklingen i Havdhems socken 1750–2020 |
| --- | --------------------------------------------------- | --------------------------------------------------- | --------------------------------------------------- | --------------------------------------------------- |
| |                                                     |                                                     |                                                     |                                                     |
| År |                                                     |                                                     | Folkmängd                                           |                                                     |
| 1750 | 1750                                                |                                                     | 483                                                 |                                                     |
| 1760 | 1760                                                |                                                     | 530                                                 |                                                     |
| 1769 | 1769                                                |                                                     | 543                                                 |                                                     |
| 1780 | 1780                                                |                                                     | 570                                                 |                                                     |
| 1790 | 1790                                                |                                                     | 530                                                 |                                                     |
| 1800 | 1800                                                |                                                     | 533                                                 |                                                     |
| 1810 | 1810                                                |                                                     | 591                                                 |                                                     |
| 1820 | 1820                                                |                                                     | 628                                                 |                                                     |
| 1830 | 1830                                                |                                                     | 639                                                 |                                                     |
| 1840 | 1840                                                |                                                     | 688                                                 |                                                     |
| 1850 | 1850                                                |                                                     | 728                                                 |                                                     |
| 1860 | 1860                                                |                                                     | 763                                                 |                                                     |
| 1870 | 1870                                                |                                                     | 764                                                 |                                                     |
| 1880 | 1880                                                |                                                     | 740                                                 |                                                     |
| 1890 | 1890                                                |                                                     | 676                                                 |                                                     |
| 1900 | 1900                                                |                                                     | 657                                                 |                                                     |
| 1910 | 1910                                                |                                                     | 719                                                 |                                                     |
| 1920 | 1920                                                |                                                     | 779                                                 |                                                     |
| 1930 | 1930                                                |                                                     | 794                                                 |                                                     |
| 1940 | 1940                                                |                                                     | 840                                                 |                                                     |
| 1950 | 1950                                                |                                                     | 851                                                 |                                                     |
| 1960 | 1960                                                |                                                     | 742                                                 |                                                     |
| 1970 | 1970                                                |                                                     | 711                                                 |                                                     |
| 1980 | 1980                                                |                                                     | 670                                                 |                                                     |
| 1990 | 1990                                                |                                                     | 638                                                 |                                                     |
| 2000 | 2000                                                |                                                     | 562                                                 |                                                     |
| 2010 | 2010                                                |                                                     | 496                                                 |                                                     |
| 2020 | 2020                                                |                                                     | 427                                                 |                                                     |
| Anm: Källor: Umeå universitet - Tabellverket 1749-1859, Demografiska databasen, CEDAR, Umeå universitet, Befolkningsutvecklingen i Gotlands socknar 2000 - 2010, Folkmängden per distrikt, landskap, landsdel eller riket efter kön. År 2015 - 2022. |                                                     |                                                     |                                                     |                                                     |

### Fotnoter
1. 1 2  Svensk Uppslagsbok andra upplagan 1947–1955: Havdhem socken
2. ↑  ”Folkmängden per distrikt, landskap, landsdel eller riket efter kön. År 2015 - 2022”. Statistikdatabasen. Statistiska centralbyrån. http://www.statistikdatabasen.scb.se/pxweb/sv/ssd/START__BE__BE0101__BE0101A/FolkmangdDistrikt/. Läst 23 april 2023.
3. ↑  Harlén, Hans; Harlén Eivy (2003). Sverige från A till Ö: geografisk-historisk uppslagsbok. Stockholm: Kommentus. Libris 9337075. ISBN 91-7345-139-8
4. ↑  ”Församlingar”. Statistiska centralbyrån. https://www.scb.se/hitta-statistik/regional-statistik-och-kartor/regionala-indelningar/forsamlingar/. Läst 30 december 2022.
5. ↑  Administrativ historik för Havdhem socken (Klicka på församlingsposten). Källa: Nationella arkivdatabasen, Riksarkivet.
6. ↑  Om Gotlands båtsmanskompani
7. 1 2  Sjögren, Otto (1931). Sverige geografisk beskrivning del 2 Östergötlands, Jönköpings, Kronobergs, Kalmar och Gotlands län. Stockholm: Wahlström & Widstrand. Libris 9939
8. 1 2 3  Nationalencyklopedin
9. ↑  Förteckning över slipskåror
10. ↑  Fornlämningar, Statens historiska museum: Havdhems socken
11. ↑  Fornminnesregistret, Riksantikvarieämbetet: Havdhems socken Fornminnen i socknen erhålls på kartan genom att skriva in sockennamn (utan "socken") i "Ange geografiskt område"
12. ↑  Mats Wahlberg, red (2003). Svenskt ortnamnslexikon. Uppsala: Institutet för språk och folkminnen. Libris 8998039. ISBN 91-7229-020-X. https://isof.diva-portal.org/smash/get/diva2:1175717/FULLTEXT02.pdf